# Државни празници у Хрватској
Државни празници у Хрватској уређени су Законом о празницима, задушницама и нерадним данима (хрв. Zakon o blagdanima, spomendanima i neradnim danima).

## Државни празници
| Државни празници (нерадни) | Државни празници (нерадни) | Државни празници (нерадни) | Државни празници (нерадни) | Државни празници (нерадни) | Државни празници (нерадни)             |
| Датум                      | српски назив               | хрватски назив             | покретна Датум 2022        | покретна Датум 2023        | Примедбе                               |
| -------------------------- | -------------------------- | -------------------------- | -------------------------- | -------------------------- | -------------------------------------- |
| 1. јануара                 | Нова година                | Нова година                |                            |                            |                                        |
| 6. јануар                  | Богојављење                | Света три краља            |                            |                            |                                        |
| покретна                   | Васкрс                     | Ускрс                      | 17 април                   | 9 април                    |                                        |
| покретни                   | Ускршњи понедељак          | Ускршњи понедељак          | 18 април                   | 10 април                   |                                        |
| 1. мај                     | Празник рада               | Празник рада               |                            |                            |                                        |
| 30. мај                    | Дан државности             | Дан државности             |                            |                            | Празници од 1991. до 2001. и од 2020.* |
| покретни                   | Корпус Христи              | Тијелово                   | 16. јун                    | 8 јун                      |                                        |
| 15. август                 | Велика Госпа               | Велика Госпа               |                            |                            |                                        |
| 1. новембар                | Сви свети                  | Дан свих светих            |                            |                            |                                        |
| 25. децембар               | Божић                      | Божић                      |                            |                            |                                        |
| 26. децембар               | Стевањдан                  | Свети Стјепан              |                            |                            |                                        |

*2020. године дошло је до промене празника: 25. јун (до 2019. је био Дан државности, 2020. постао Дан неовисности)
Напомена: Држављани Републике Хрватске који славе различите верске празнике имају право не радити на те датуме. Хришћани који славе Божић, Ускрс и Васкршњи понедељак по јулијанском календару, муслимани на дане Рамазанског бајрама и Курбан бајрама, а Јевреји на дане Рош Хашане и Јом Кипура.
| Датум  | српски назив | хрватски назив                        |
| ------ | ------------ | ------------------------------------- |
| 9. мај | Дан Европе   | Dan Europe i Dan pobjede nad fašizmom |

## Незванични празници
- Популарне карневалске прославе у већини градова и места у земљи одржавају се на покладни уторак, када је уобичајено да предузећа у јавном сектору и угоститељству престају са радом за дан раније него иначе, али тај дан није званично одређен као државни празник.
- Неки градови такође славе де факто државне празнике на празнике својих свеца заштитника. На пример, у Сплиту[2] се дан Светог Дујма (Свети Дује) слави 7. маја,[3] док се у Дубровнику[4] дан Светог Власија (Свети Влахо)[5] обележава 3. фебруара.; посао ових дана обично престаје са радом раније него обично. Већина сеоских сеоских жупа у Славонији славе своје свеце заштитнике фестивалом кирбај/кирвај када су школе обично затворене на један дан.
- Иако Бадње вече (24. децембар), дочек Нове године (31. децембар) и Велики петак нису државни празници, предузећа се обично затварају раније (већ од 12 часова).